# Lingewaard
Lingewaard és un municipi de la província de Gelderland, al centre-oest dels Països Baixos. L'1 de gener del 2009 tenia 45.313 habitants repartits sobre una superfície de 69,18 km² (dels quals 6,73 km² corresponen a aigua). Limita al nord amb Arnhem, al nord-est amb Westervoort i Duiven, a l'oest amb Overbetuwe, al sud-oest amb Nimega, al sud amb Ubbergen i al sud-est amb Rijnwaarden i Millingen aan de Rijn.

## Centres de població
- Angeren
- Bemmel
- Doornenburg
- Gendt
- Haalderen
- Huissen
- Ressen

## Administració
El consistori consta de 27 membres, compost per:
- Partit del Treball, (PvdA) 6 regidors
- Crida Demòcrata Cristiana, (CDA) 6 regidors
- Lokaal Belang Lingewaard, 5 regidors
- Partit Popular per la Llibertat i la Democràcia, (VVD) 3 regidors
- Basis'06 3 regidors
- Huissen'90 2 regidors
- GroenLinks 1 regidor
- Lokaal 2000 1 regidor